# Urs Liska
Urs Liska (* 23. Mai 1973 in Stuttgart; † 28. Dezember 2024 in Freiburg im Breisgau) war ein deutscher Pianist und Musiktheoretiker. Seine pianistischen Schwerpunkte lagen beim romantischen Kunstlied einerseits, bei der Aufführung Neuer Musik in Ensembles und Orchestern andererseits. Daneben realisierte er auch improvisierte und komponierte elektronische Musik.

## Leben
Liska erhielt seinen ersten Klavierunterricht bei Rudolf Dennemarck in Stuttgart. Anschließend folgte ein Studium an der Hochschule für Musik Freiburg, wo er Klavier bei James Avery, Liedgestaltung bei Ramón Walter und Musiktheorie bei Eckehard Kiem studierte. Vervollständigt wurde die pianistische Ausbildung in der Meisterklasse für Liedgestaltung bei Irwin Gage an der Zürcher Hochschule der Künste. Es folgten ergänzende Studien der Musikwissenschaft an der Albert-Ludwigs-Universität Freiburg sowie der Universität der Künste Berlin.
Urs Liska pflegte eine künstlerische Tätigkeit, die sich nicht auf das Soloklavierspiel und die Liedgestaltung beschränkte. Über das klassische Repertoire hinaus beschäftigte er sich mit zeitgenössischer Musik in den Ensembles ExVoCo und VARIANTI sowie im Radio-Sinfonieorchester Stuttgart, im Philharmonischen Orchester Freiburg und im Sinfonieorchester Basel. Er war Mitbegründer und -organisator von „SUONO MOBILE – Initiative für Neue Musik“. Einen Schwerpunkt bildete dabei auch der Bereich der Live-Elektronik- und Computermusik.
Auftritte hatte er bei Festivals, u. a. in Amsterdam („Klap op de Vuurpijl“-Festival), Darmstadt (Ferienkurse für Neue Musik), München („Festspiel+“ im Rahmen der Opernfestspiele), Oslo („Ultima“-Festival), Paris (Théatre musical de la ville+Centre Pompidou), Salzburg (Mozarteum), Stuttgart, Wien, Zürich, Japan und Indonesien.
Nach 2010 wandte sich Urs Liska verstärkt der Digitalen Musikedition zu.
2019–2021 war Urs Liska innerhalb des Projekts „Digitalität in künstlerischen Studiengängen an Musikhochschulen“ an der Hochschule für Musik Freiburg tätig.
Von 2005 bis 2024 lebte er mit seiner Familie in Freiburg im Breisgau. Dort verstarb er am 28. Dezember 2024 nach jahrelanger Krankheit an den Folgen eines Hirntumors.

### Stipendien
- 2000: Kunststiftung Baden-Württemberg (als Liedpianist)
- 2002: Akademie Schloss Solitude (als Interpret Neuer und elektronischer Musik)
- 2002–2005: Graduiertenkolleg der Universität der Künste Berlin (als Musikwissenschaftler)

## Projekte

### Lied
In den 2000er Jahren beschäftigte sich Liska mit dem Liedschaffen von Arnold Schönberg. In Zusammenarbeit mit Deutschlandradio Kultur produzierte er eine Gesamteinspielung der Lieder, die erstmals sämtliche Lieder beinhaltet (siehe Diskografie).
In diesem Zusammenhang entstand auch eine Einrichtung des ersten Teils der Gurre-Lieder mit zwei- bis achthändiger Klavierbegleitung, die sich an der Teiluraufführung in einem Konzert am 14. Januar 1910 im Wiener Ehrbar-Saal orientiert. Zu Grunde liegen ihr die – im Rahmen der Arnold-Schönberg-Gesamtausgabe rekonstruierten – originalen Frühfassungen der Lieder sowie die von Anton Webern für dieses Konzert angefertigten Arrangements der Orchesterteile, die Urs Liska aus den handschriftlichen Quellen edierte.

### Oper
In der Spielzeit 2010/11 übernahm Liska den Part des Solopianisten in der „Lieder-Oper“ „Aus Deutschland“ von Mauricio Kagel in einer Neuproduktion des Theater Freiburg, unter der musikalischen Leitung von Fabrice Bollon und der Regie von Calixto Bieito. In dieser Oper übernimmt das Klavier weitgehend die Aufgabe des Opernorchesters und wird nur gelegentlich von kleineren Instrumentengruppen (aus dem „Off“) unterstützt.

### Elektronik
- Musik der Zeiten – Alte und Neue Musik mit Countertenor und Synthesizer/Computer, gemeinsam mit dem Countertenor Daniel Gloger. Vornehmlich Kirchenkonzerte.
- GRAFT, ein akustisch-elektronisches Improvisations-Kollektiv, hervorgegangen aus der Zeit an der Akademie Schloss Solitude. Mit Daniel Hjorth, Carl Rosman und Sam Hayden (Glenn Larsson a. G.).

### Digitale Musikedition
Nach 2010 widmete sich Urs Liska, in engem Kontakt mit ähnlich interessierten Kollegen, verstärkt dem Gebiet der Digitalen Musikedition, die vertiefte und transparentere Einsichten in Kompositionen und ihren Entstehungsprozess ermöglichen soll. Seminare und Vorträge führten ihn dabei an mehrere Hochschulen des Landes (Karlsruhe, Freiburg, Tübingen) wie auch zum Gedankenaustausch ins Ausland (Bern, Florenz, Cambridge, Montréal).
Als Notensatzprogramm setzte er die Opensource Software LilyPond ein, für die er mehrere Erweiterungen entwickelte. Dies sind unter anderem die Pluginschnittstelle OpenLilyLib und die Hilfsbibliothek Scholarly für die Erstellung annotierter Ausgaben mit LilyPond.

## Diskografie

### CDs
- Arnold Schönberg: Piano Arrangements, mit Claudia Barainsky, Konrad Jarnot, Irmela Roelcke, GrauSchumacher Piano Duo. Capriccio C5277[3], 2016
- Arnold Schönberg: Sämtliche Lieder, mit Claudia Barainsky, Melanie Diener, Konrad Jarnot, Christa Mayer, Markus Schäfer, Anke Vondung. Capriccio C7120[4], 2012
- Rückblicke, mit Jens Lohmann, Violine. Werke von Arnold Schönberg, Bernd Alois Zimmermann, Wolfgang Rihm, Heinz Holliger, Anton Webern und Dieter Schnebel. sound-rel 2008
- Winterreise (Schubert), mit Michael Volle, Animato 2007
- … vom heute gewesenen Tage, mit Michael Volle. Lieder von Hugo Wolf und Arnold Schönberg. sound-rel 2004
- ohne aufenthalt sind wir, mit Gisela Müller und Doris Wolters (Sprecherin). Hörbuch mit Texten von Marie Luise Kaschnitz und Musik von Dieter Schnebel. Audiobuch 2000
- dies ist ein lied …, mit Hanna Aurbacher (Stimme). Lieder und Solowerke von Erik Satie, Claude Debussy, Guillaume de Machault, Fortunato Depero, Dieter Mack, Younghi Pagh-Paan, Anton Webern, Luciano Berio. sound-rel 1994

## Ausgaben
- Oskar Fried (1871-1941). Lieder für eine oder zwei Singstimmen mit Klavierbegleitung. Revidierte Neuausgabe, hg. von Alexander Gurdon und Urs Liska, sound-rel 2013; ausgezeichnet 2014 mit dem Deutschen Musikeditionspreis[5]